# Herpele multiplicata
Herpele multiplicata es una especie de anfibio gimnofión de la familia Caeciliidae.
Es endémica del nordeste del monte Camerún, del país del mismo nombre.